# IJ (folyó)
Az IJ folyó Észak-Holland tartományban. A tulajdonképpeni IJ, „vagy belső-IJ”  Amszterdam belvárosát és a nagyváros északi részét elválasztó vízfelület. Eredetileg a Zuiderzee tengeröböl része volt.

## Etimológia
Az IJ szó a vizet jelentő nyugat-fríz aa, ae vagy die formákban előforduló szavakból származik, rokona többek között a francia eau szónak. Kiejtése megközelítőleg ej.
Írásmódja különleges, mindkét betűjét nagybetűvel írjuk, mert a holland nyelvben kettősbetűnek számít és ott így írják.

## Vízügyi története
Időszámításunk kezdetén ez a vízfelület a rómaiak által Flevo-tónak nevezett édesvizű állóvíz része volt. A 13. században több egymást követő vihardagály és áradás nyomán a területre betört a tengervíz, és kialakult a Zuiderzee nevű tengeröböl, aminek az IJ az egyik kisebb öble, és egyben a kialakuló Amszterdam tengeri megközelítési útvonala lett.
A középkorban Amszterdam és a körülötte lévő települések védelmére az IJ mentén hatalmas gátakat építettek ki a vihardagályok további kártételének megakadályozására. Amszterdam is az IJbe ömlő Amstel folyó gátjáról kapta a nevét.
A 19. században került sor at IJ és a tengerpart közvetlen összekötésére a Nordzeekanal révén. 1932-ben az Afsluitdijk révén lezárták a Zuiderzeet, és belőle újra tó lett, az IJsselmeer, amit később nagyrészt polderesítettek. Azóta az IJ ennek e tó vizének egy részét vezeti le a Nordzeekanalon keresztül az Északi-tengerbe. A tónak az Amszterdamhoz és az IJ-hez legközelebb eső részét hívják IJmeer-nek, IJ-tónak.
A hatalmas szabályozási munkák során az IJbe mesterséges szigeteket is építettek Amszterdam területén abból a földből, amit a Nordzeekanal építése, a dűnék áttörése során termeltek ki. Ilyen mesterséges szigetre telepítették 1889-ben Amszterdam központi pályaudvarát, ami az IJ partján áll.
Amszterdam gyors fejlődése során szükség lett az IJ északi partjának beépítésére is. A két part között eleinte komppal tartották fenn a közlekedést, majd 1957-ben megépült a Schellingwouderbrug (híd),  1966-ban a Coentunnel, 1968-ban az IJtunnel és 1990-ben a Zeeburgertunnel alagutak a víz alatt, így a kompforgalom már csak a kerékpárosok és gyalogosok szállításában játszik szerepet.

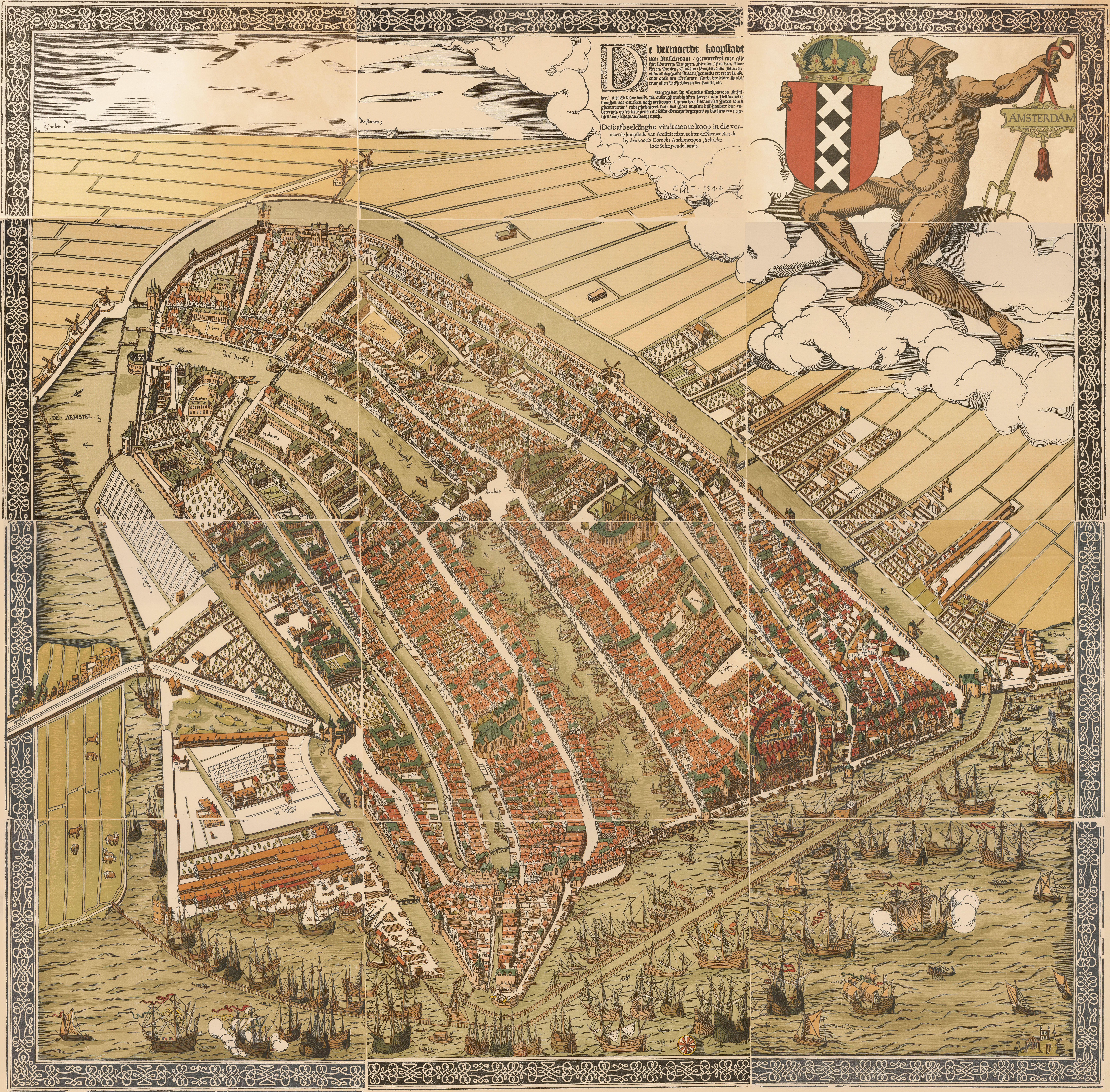
Amszterdam 1544-es térképen. Az IJ az előtérben
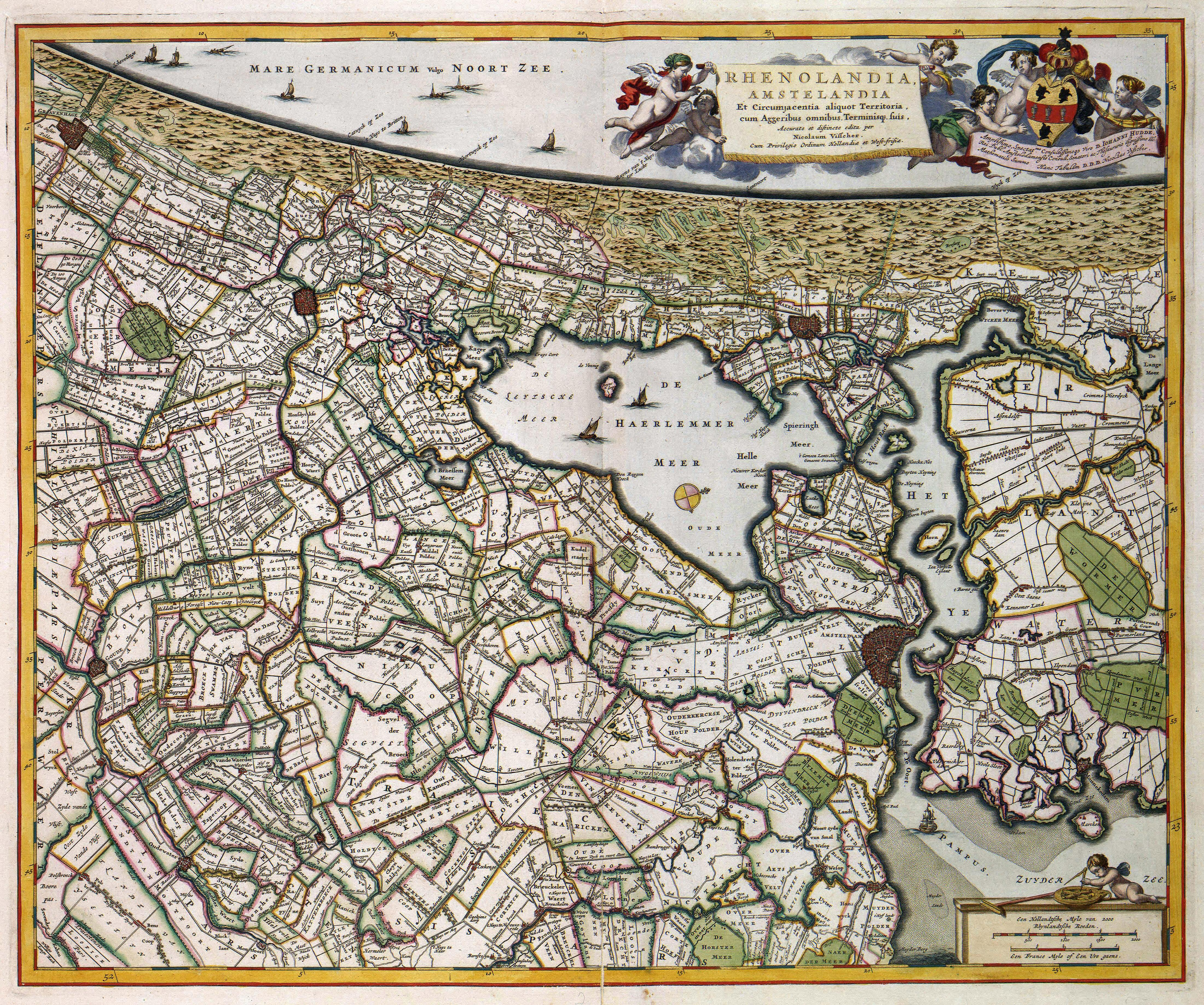
Az IJ (Het IE) 1681-es térképen. Észak jobbra van
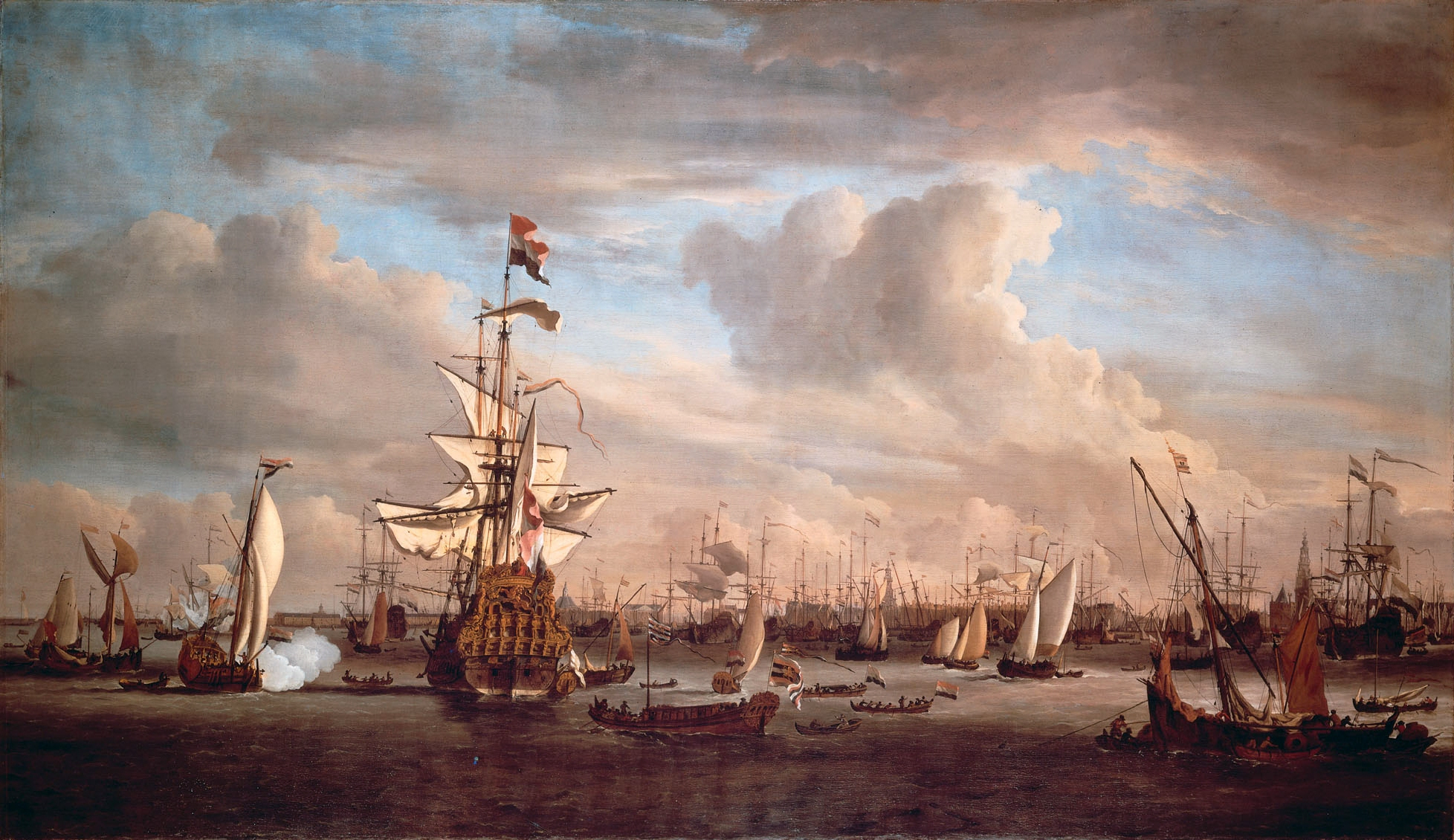
Az IJ 1686-os festményen
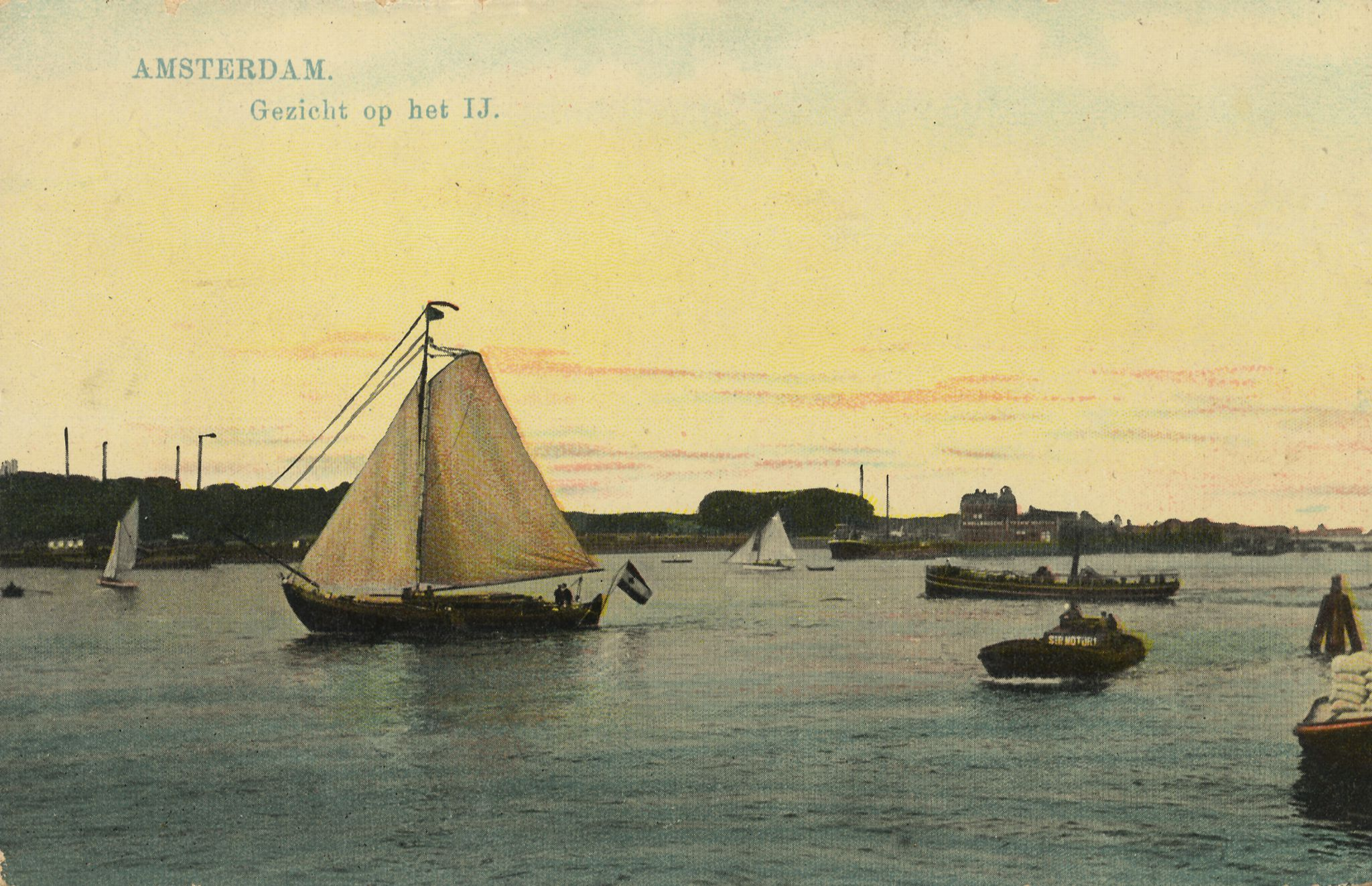
Az IJ 1900 körül, postai képeslapon
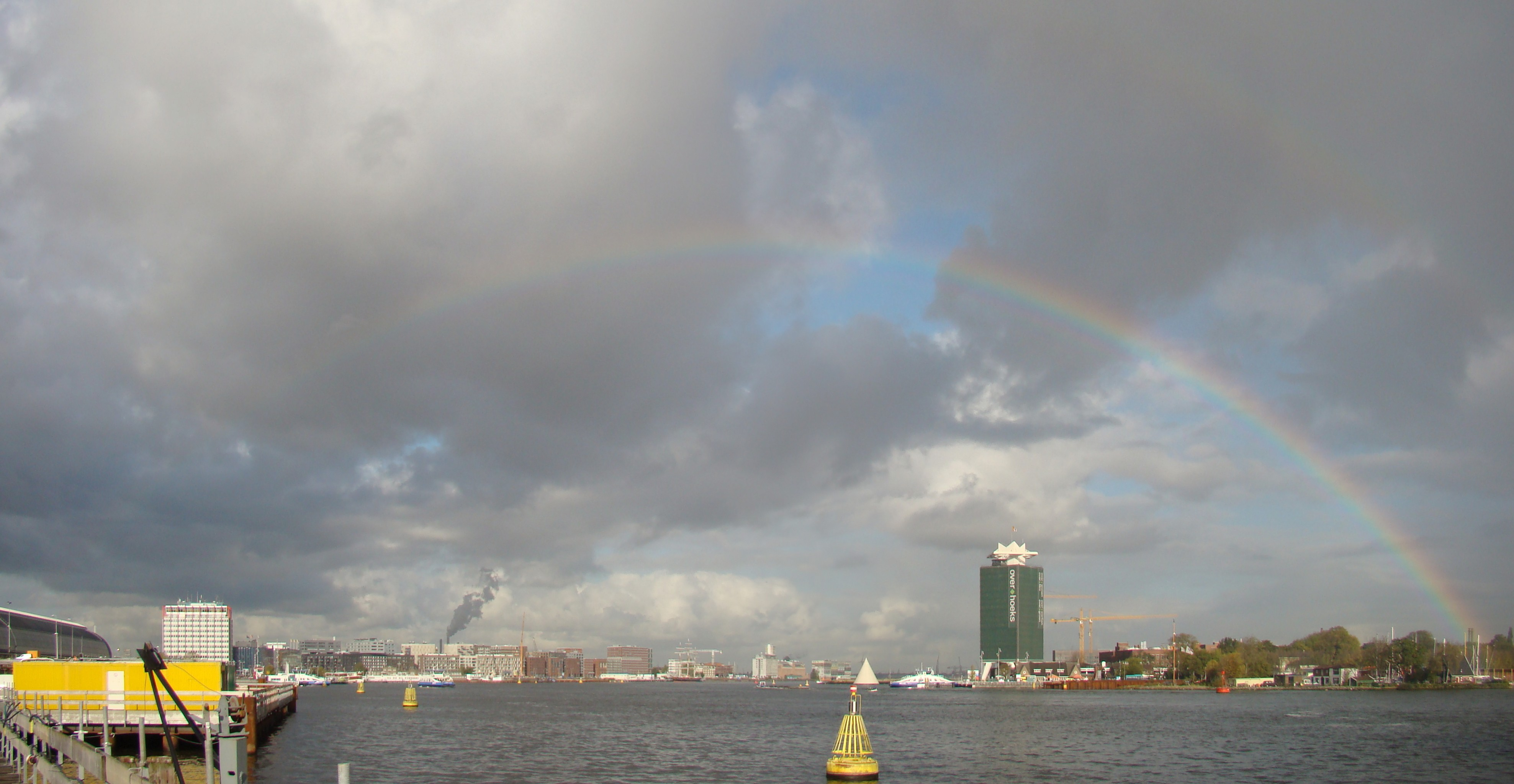
Az IJ és Amszterdam
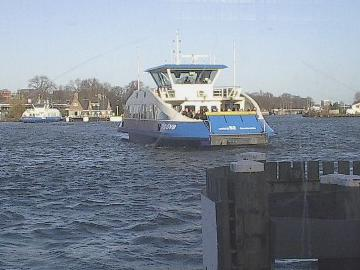
Komp az IJen
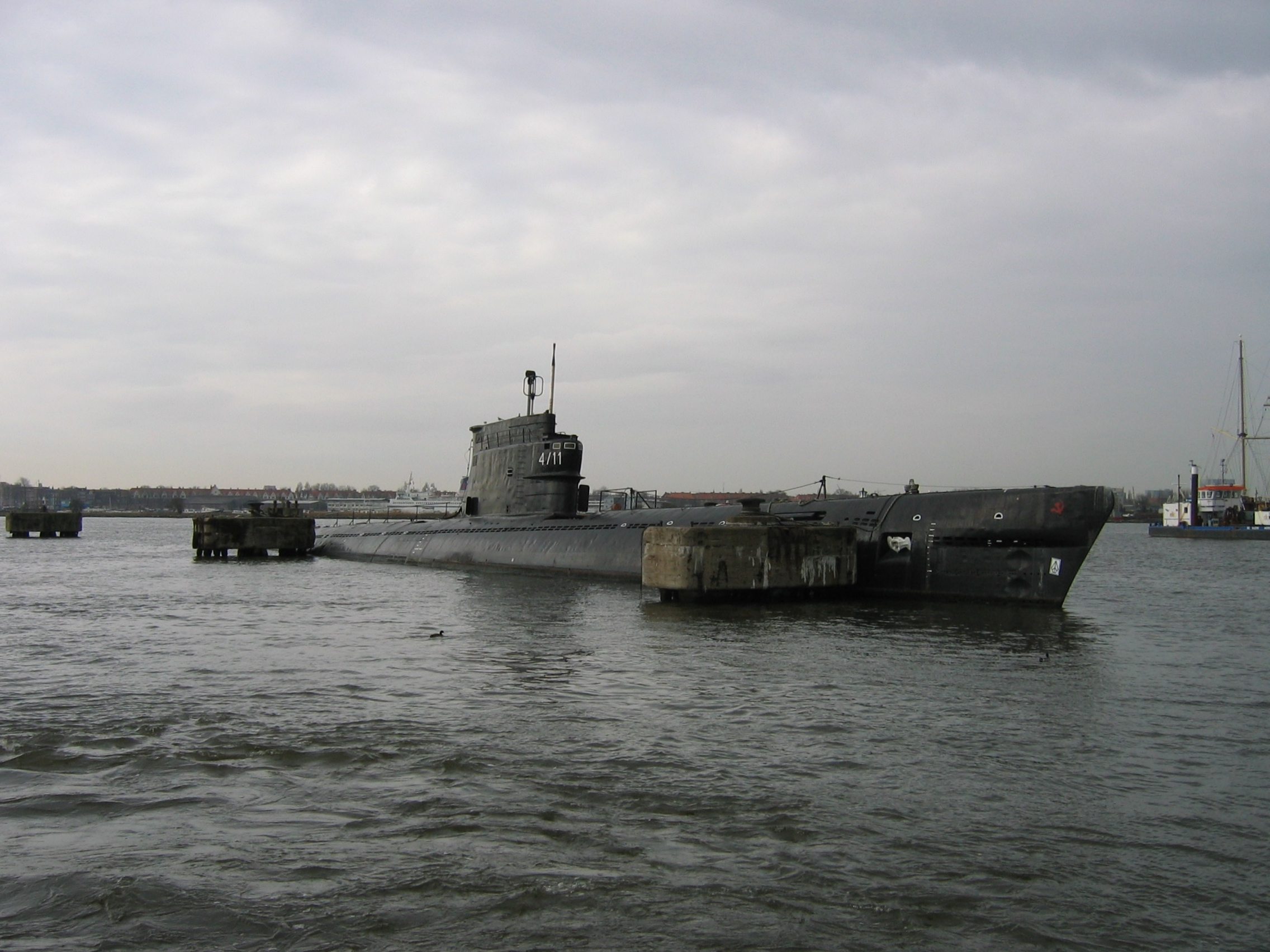
Orosz Zulu osztályú tengeralattjáró az IJen látogatóban
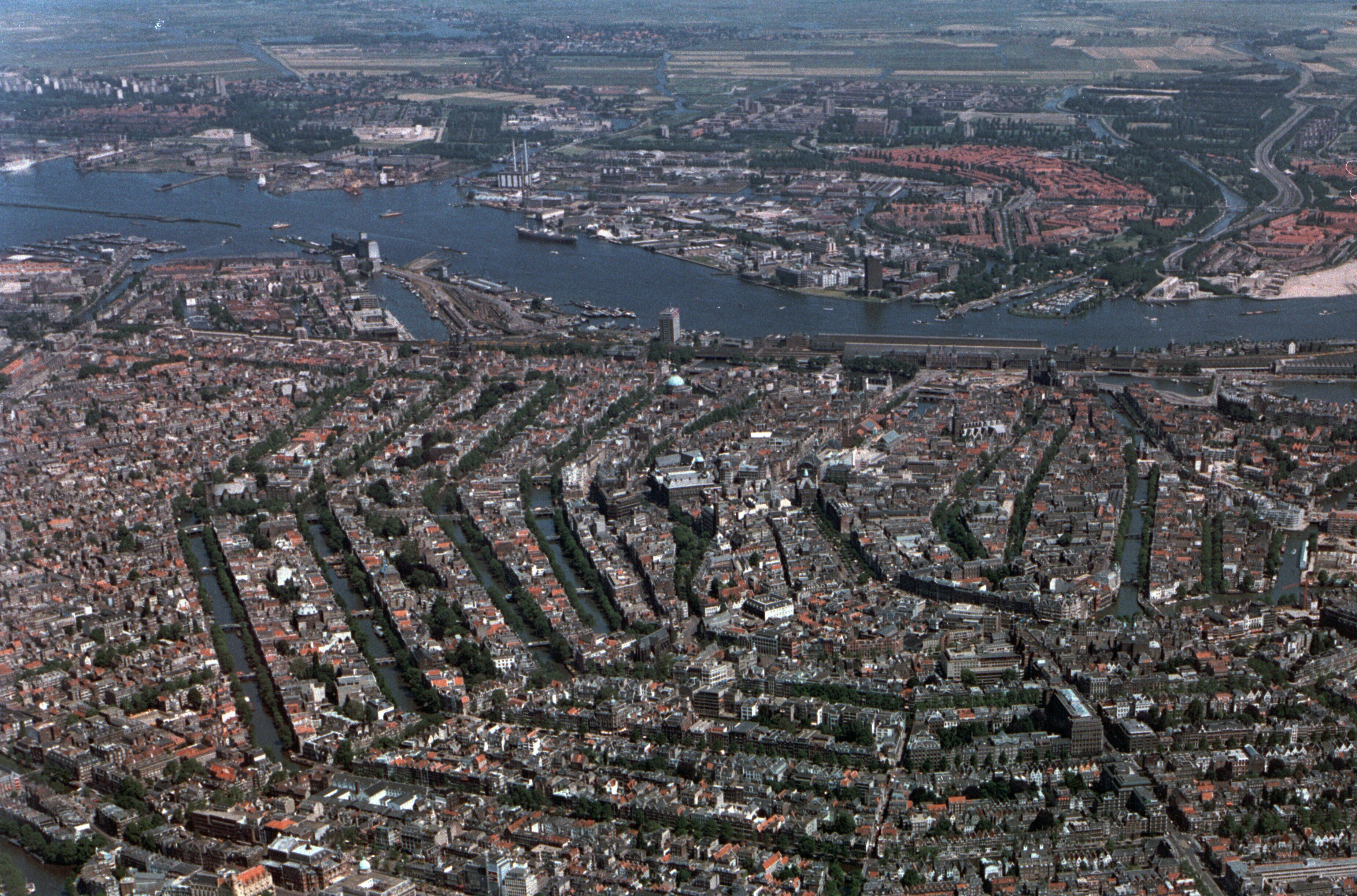
Légifelvétel Amszterdamról, a háttérben az IJ

## Fordítás
Ez a szócikk részben vagy egészben a IJ (water) című holland Wikipédia-szócikk ezen változatának fordításán alapul.  Az eredeti cikk szerkesztőit annak laptörténete sorolja fel. Ez a jelzés csupán a megfogalmazás eredetét és a szerzői jogokat jelzi, nem szolgál a cikkben szereplő információk forrásmegjelöléseként.